# Eva Nürnberg
Eva Johanna Nürnberg (* 1994 in Hamburg) ist eine deutsche Filmschauspielerin.

## Werdegang
Nachdem Eva Nürnberg im Jahr 2014 unter der Regie von unter anderem Simon Verhoeven und Bora Dagtekin einen der Hauptcharaktere der aus mehreren episodenfilmartigen ein- bis dreiminütigen Clips bestehenden Werbekampagne „Familie Heins“ der Telekom Deutschland gespielt hatte, folgte eine Nebenrolle in Fack ju Göhte 2. Vorher war sie in verschiedenen Serien, Fernsehfilmen und Musikvideos von Künstlern wie Adel Tawil, Prinz Pi und Sido sowie der Band Madsen als Schauspielerin tätig.
Zudem war sie unter anderem in Strawberry Bubblegums von Benjamin Teske sowie in dem mit mehreren internationalen Preisen ausgezeichneten Fernsehfilm Das weiße Kaninchen von Florian Schwarz zu sehen und spielte im Kinofilm Draußen in meinem Kopf an der Seite von Samuel Koch die Rolle der Louisa. Im Juli 2018 erschien der Kinofilm LOMO – The Language of Many Others von Julia Langhof, für den sie für ihre Rolle Anna zwei Nominierungen als beste Nebendarstellerin erhielt. Zudem hatte sie Auftritte in verschiedenen Musikvideos und Kurzfilmen.
Eva Nürnberg lebt in Berlin.
Der Theater- und Filmschauspieler Anton Nürnberg ist ihr 4 Jahre jüngerer Bruder.

## Filmografie (Auswahl)
- 2013: Tatort: Willkommen in Hamburg
- 2013 Stürzende Tauben (Kurzfilm)
- 2013: Notruf Hafenkante (Fernsehserie, Folge Einstand)
- 2013: Spiegelnackt
- 2013: Die Pfefferkörner (Fernsehserie, Folge Gefahr von Rechts)
- 2014: Nord bei Nordwest (Fernsehreihe, Folge Käpt'n Hook)
- 2014: Telekom-Kampagne „Familie Heins“
- 2014: Verhängnisvolle Nähe (Fernsehfilm)
- 2014–2015: Großstadtrevier (Fernsehserie, 2 Folgen)
- 2015: Goodbye
- 2015: Fack ju Göhte 2
- 2916: Das weiße Kaninchen
- 2016: La Cigale er la Fourmi
- 2016: Strawberry Bubblegums
- 2017: Jahr des Tigers
- 2017: LOMO – The Language of Many Others
- 2018: Bettys Diagnose (Fernsehserie, Folge Zweite Chance)
- 2018: Draußen in meinem Kopf
- 2019: Smile
- 2019: Dengler (Fernsehreihe, Folge Brennende Kälte)
- 2019: SOKO München (Fernsehserie, Folge Tod eines Kochs)
- 2020:  Kroymann (Satiresendung, Folge 13)
- 2021: Gute Zeiten, schlechte Zeiten (Fernsehserie, 2 Folgen)
- 2021: Morden im Norden (Fernsehserie, Folge Der Lauf der Welt)
- 2021: Upon Her Lips: Pure Feels
- 2021: Solo für Weiss – Das letzte Opfer (Fernsehreihe)
- 2021: Blutige Anfänger (Fernsehserie, Folge Hahn im Korb)
- 2022: Rosamunde Pilcher: Liebe ist unberechenbar (Fernsehreihe)
- 2022: Upon Her Lips: Butterfies
- 2022: Die Kanzlei (Fernsehserie, zwei Folgen)
- 2022: Notruf Hafenkante (Fernsehserie, Folge Nulllinie)
- 2023: Girl You Know It’s True